# Bonnetan
Bonnetan là một xã trong tỉnh Gironde, thuộc vùng Nouvelle-Aquitaine của nước Pháp, có dân số là 735 người (thời điểm 1999).